# Ampliación Perico de Razo
Ampliación Perico de Razo är en ort i Mexiko.   Den ligger i kommunen Salamanca och delstaten Guanajuato, i den centrala delen av landet, 240 km nordväst om huvudstaden Mexico City. Ampliación Perico de Razo ligger 1 724 meter över havet och antalet invånare är 226.
Terrängen runt Ampliación Perico de Razo är en högslätt. Runt Ampliación Perico de Razo är det ganska tätbefolkat, med 149 invånare per kvadratkilometer. Närmaste större samhälle är Salamanca, 14,2 km nordväst om Ampliación Perico de Razo. Trakten runt Ampliación Perico de Razo består till största delen av jordbruksmark.